# Hidroelektrarna Labot
Hidroelektrarna Labot (nemško Kraftwerk Lavamünd) je ena izmed hidroelektrarn v Avstriji; leži na reki Dravi. Spada pod podjetje Verbund Austrian Hydro Power.

## Zgodovina
Hidroelektrarno so začeli graditi Nemci leta 1942 zaradi vse večjih potreb po električni energiji za potrebe vojaške industrije. Gradnja je bila končana leta 1949. 
Moč elektrarne je 28 MW.